# モリッツ

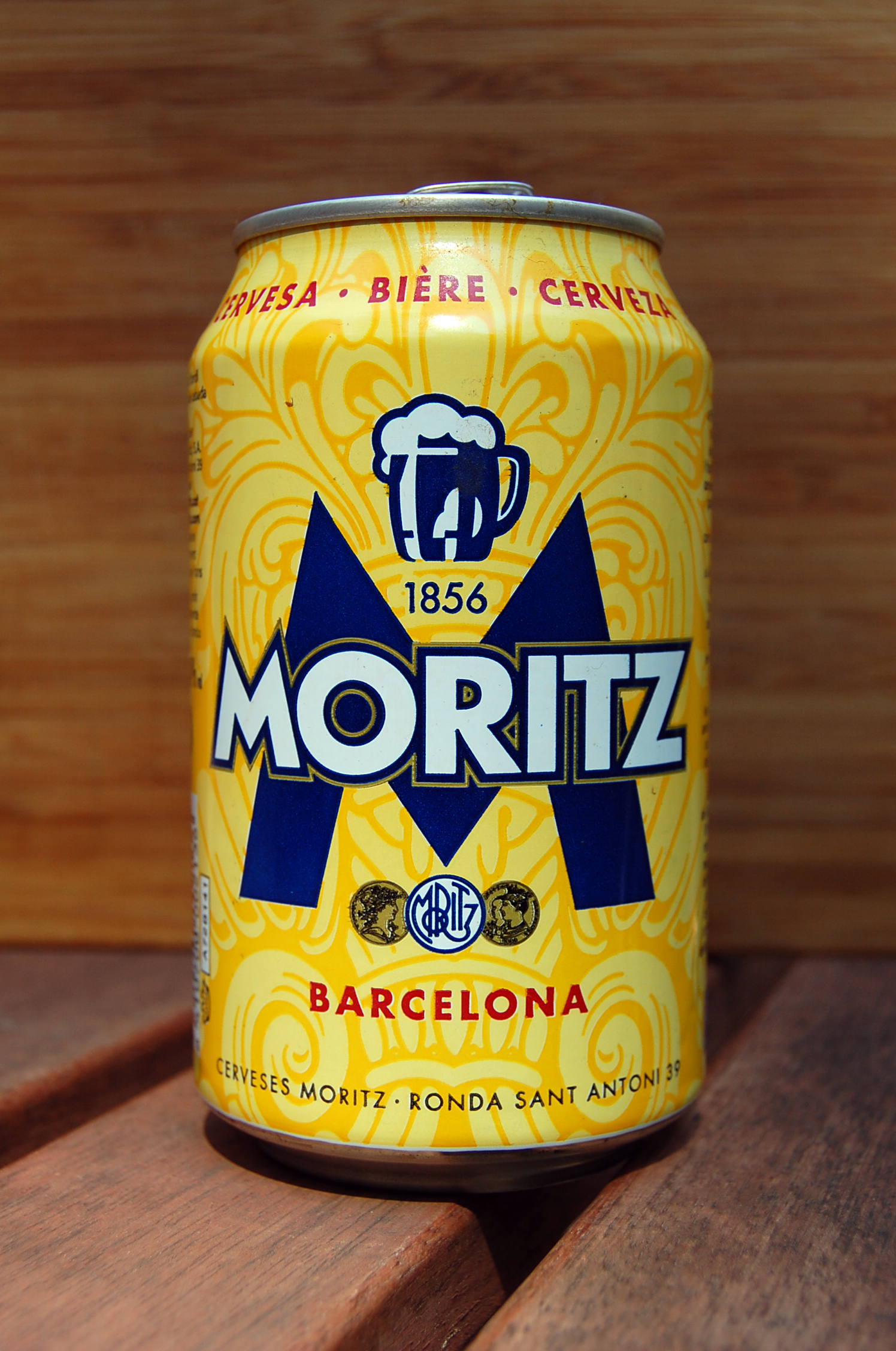
モリッツのビールの缶。

モリッツ（西: Moritz）はスペイン・バルセロナのビールの銘柄。
1856年にフランス・アルザス州出身のルイス・モリッツによってバルセロナのシウタ・ベリャのエル・ラバルで創業された。モリッツのビールはバルセロナやカタルーニャ州で人気となったが、オイルショックなどの影響から経営が悪化し、1978年には生産停止となる。その後、モリッツ家によって2004年に生産が再開された。モリッツは，バルセロナ市やカタルーニャの経済に貢献するだけでなく，様々なレジャーや文化活動により，市や州と密接な関係にある。1978年に閉鎖されたビール工場も2011年にリニューアルされ、生産を再開している。

## 歴史
1851年にルイス・モリッツがアルザスからバルセロナに移り住み、1856年にラバル地区でビールを作り出す。1859年には、Joan Maurerの工場を買い、当時バルセロナで最も重要な製造者の一人になりつつあった。1864年にRonda Sant Antoniでバルセロナのブルワリーとして正式に開業し、1877年には国内のワインエキシビジョンで銅メダルを、翌年にはバルセロナユニバーサルエキシビジョンで金メダルを獲得するまでに至った。ルイス・モリッツは1920年に亡くなったが、カタルーニャの市場に黒ビールを初めて売り出すなど会社は好調だった。その後スペイン内戦を経験するも、ビールの売り上げが伸びたこともあり無事に経営を立て直すことができたが、1978年に経営が悪化し生産を停止する。その後、モリッツ家の第5，6世代により生産を再開した。ロンダ・デ・サンアントニオ通りにヘッドクオーターがある。

## 商品
全てのビールにMontseny Font d’Or springの水とザーツホップを使っている。
- モリッツ：ピルスナー（5.4 %）
- モリッツ エピドール：ストロングアンバーラガー（7.2%）
- モリッツ レッドIPA：イングリッシュIPA（5.4%）
- モリッツ 0.0%：ノンアルコールビール